# Har Uchman
Har Uchman (hebrejsky: הר אכמן) je hora o nadmořské výšce 451 metrů v severním Izraeli, v Horní Galileji.
Je situovaná cca 1,5 kilometru jižně od vesnice Arab al-Aramša a cca 1,5 kilometru severovýchodně od obce Ejlon. Má podobu zalesněného navrší s plochým vrcholem, které je téměř ze čtyř stran ohraničeno hlubokými údolími sezónních vodních toků. Na východní straně je to vádí Nachal Šarach, do kterého tu zprava ještě ústí vádí Nachal Mišmeš. Na jižní a západní straně protéká Nachal Galil. Na severu pak všechny místní toky sbírá vádí Nachal Becet. V jeho údolí se naproti úpatí Har Uchman nachází pramen Ajanot Kirkara (עינות כרכרה). Na vádí Nachal Šarach, poblíž soutoku s Nachal Mišmeš je zase velká jeskyně Ma'arat Šarach (מערת שרך). Vrch je začleněn do turisticky využívané přírodní rezervace Nachal Becet.